# Václav Vojta
Václav Vojta (12. července 1917 Mokrosuky – 12. září 2000) byl český lékař, specializací dětský neurolog. Je autorem metody reflexní lokomoce nazývané Vojtova metoda a používané k léčbě dětí s dětskou mozkovou obrnou.

## Pracovní kariéra
Po promoci na lékařské fakultě Univerzity Karlovy v roce 1948 nastoupil jako asistent na neurologické klinice prof. Hennera, kde působil až do roku 1956, kdy byl jmenován do vedení dětského neurologického oddělení 4. neurologické kliniky LF UK v Praze. V letech 1961 až 1968 pracoval ordinář pro dětskou neurologii na Fakultní poliklinice na Karlově náměstí, kde vedl semináře vývojové kineziologie u hybně postižených kojenců, dětí a mladistvých. V roce 1968 emigroval do Západního Německa, kde pracoval jako vědecký pracovník Ortopedické kliniky v Kolíně nad Rýnem. Od roku 1975 odešel do Dětského centra v Mnichově, kde působil i po roce 1995, kdy oficiálně ukončil lékařskou činnost.
Já jsem to nevynalezl, já jsem to jenom našel.
V. Vojta 

## Publikace
Během svého života publikoval více než 100 vědeckých prací. Jeho kniha „Mozkové hybné poruchy v kojeneckém věku“ byla přeložena do mnoha jazyků. V roce 1992 vyšla poprvé kniha „Vojtův princip“, která byla rovněž přeložena do mnoha světových jazyků.

## Ceny, vyznamenání, tituly
- 1974 Cena Heinricha Heineho, nejvyšší vyznamenání Německé ortopedické společnosti
- 1980 Medaile „Miteinander wachsen“ od Aktion Sonnenchein
- 1984 Bundesverdienstkreutz am Band
- 1985 Cena Ernsta v. Bergmanna od Spolkové lékařské komory
- 1986 Jmenování Profesor honoris causa na katolické Univerzitě v Soulu Katolického centra, Jižní Korea
- 1992 Medaile Meinharda v. Pfaundlera Německého svazu dětských lékařů
- 1992 Jmenování docentem na Univerzitě Karlově v Praze
- 1998 UK v Praze rehabilituje prof. Vojtu. Z politických důvodů mu bylo v roce 1968 odňato místo ordináře jako dětského neurologa
- 1996[kdy?] byl jmenován profesorem a byl přijat do učitelského sboru
- 1999 Zapůjčení ceny Theodor Hellgrügge Award mezinárodní nadací Aktion Sonnenschein za vynikající zásluhy a prosazování a další vývoj vývojové rehabilitace
- 2000 V České republice byla Václavu Vojtovi v říjnu roku 2000 (posmrtně) propůjčena prezidentem Václavem Havlem medaile Za zásluhy
- 2019 V rodné obci Mokrosuky byl odhalen pomník Václava Vojty[2][p 1]

## Vojtova společnost
Od roku 1998 pracuje Mezinárodní Vojtova společnost se sídlem v Mnichově, která organizuje kurzy Vojtovy metody např. v Nizozemí, Francii, Norsku, Švédsku, Španělsku, Itálii, Rakousku, Rumunsku, Česku, Slovensku, Polsku, Argentině, Chile, Mexiku, Venezuele, Koreji, Japonsku a Indii.